# Алиагас, Никос
Никос Алиагас (греч. Νίκος Αλιάγας), настоящее имя Nikólaos Aliágas (греч. Νικόλαος Αλιάγας) — французский и греческий телеведущий, журналист, радиоведущий, певец, фотограф, общественно-политический деятель.

## Биография
Никос Алиагас родился 13 мая 1969 года в Шатне-Малабри (Франция) в семье греческих родителей. Его семья родом из Миссолунги (Missolonghi) и Лефкада (Lefkada).
С 1999 по 2001 года он являлся обозревателем, представляющим Грецию на различных передачах, посвященных Европейскому союзу «Свободный Союз» вместе с Кристин Браво на канале Франция 2 (France 2). Также в Афинах вел выпуск новостей 20:30 на АльтерТВ.
С 2001 года по приглашению Стивена Мужотта на TF1 вёл передачу Star Academy (аналог Фабрики звёзд). Огромный успех и стабильный высокий рейтинг программы (до 14 миллионов зрителей) принесли шоу огромное влияние (более 150 премий за 7 лет). Он был ведущим с 1 по 8 сезоны (2001—2008 годы).
Весной 2004 года он был награждён Министерством культуры и туризма в Афинах за вклад в развитие греко-французских отношений.
13 августа 2004 года он участвовал в церемонии открытия Олимпийских игр в Афинах.
В 2005 году Никос участвовал в съемках фильма «Мечта Икара» режиссёра Костаса Натсиса, где он сыграл роль священника. Его партнершей по фильму была Анна Муглалис.
22 января 2011 года Никос уже в третий раз провёл церемонию наград NRJ Music Awards.
23 мая 2011 в свет вышла новая книга «Никос сейчас» издательства Acanthus, в которой находятся его лучшие фотографии, размещенные в Твиттере.
30 июня 2011 года Никос провел свою последнюю передачу Le 6/9 на NRJ. Вместе с ним радиостанцию покинула и Карин Ферри.
В июле 2011 года он представил специальную программу, посвященную свадьбе князя Монако Альбера II и Шарлин Уиттсток на TF1 вместе с Жан-Клодом Нарси, Сандрин Кетьер, Денисом Броньярдом и Жан-Пьером Фуко.
С 22 августа 2011 года Никос присоединяется к команде Брюса Туссанта на радиостанции Европа-1. Он ведет раздел «Культура» с понедельника по пятницу с 8:30 до 8:45.
Никос многоязычный, говорит на пяти языках.

## Альбомы
Nikos Aliagas & Friends Rendez-vous